# Szczuczyn (gmina w województwie nowogródzkim)
Szczuczyn – dawna gmina wiejska istniejąca do 1939 roku w województwie nowogródzkim w Polsce (obecnie na Białorusi). Siedzibą gminy było miasteczko Szczuczyn (1539 mieszk. w 1921 roku).
Na początku okresu międzywojennego gmina Szczuczyn należała do powiatu lidzkiego w woj. nowogródzkim. 11 kwietnia 1929 roku do gminy Szczuczyn przyłączono część obszaru gminy Wasiliszki. 29 maja 1929 roku gmina weszła w skład nowo utworzonego powiatu szczuczyńskiego w tymże województwie, którego Szczuczyn został siedzibą (jednak nadal pozostając wsią).
21 czerwca 1929 roku do gminy Szczuczyn przyłączono część obszaru zniesionej gminy Dziembrów. 
Po wojnie obszar gminy Szczuczyn został odłączony od Polski i włączony w struktury administracyjne Białoruskiej SRR.